# Justicia disjuncta
Justicia disjuncta är en akantusväxtart som beskrevs av Raymond Benoist. Justicia disjuncta ingår i släktet Justicia och familjen akantusväxter. Inga underarter finns listade i Catalogue of Life.